# Hormathia mediterranea
Hormathia mediterranea är en havsanemonart som beskrevs av Oscar Henrik Carlgren 1935. Hormathia mediterranea ingår i släktet Hormathia och familjen Hormathiidae. Inga underarter finns listade i Catalogue of Life.